# Warugaki ①
Warugaki 1 (悪ガキッ① Warugaki Ichi?, Malas Vibras 1), es el primer álbum lanzado el 8 de diciembre de 2010 por S/mileage. El álbum fue lanzado en 2 ediciones, una regular y una limitada, la cual incluye un DVD bonus. Además, es el único álbum en el que participan Saki Ogawa y Yuuka Maeda.

## Lista de canciones
| CD  |                                                                          |          |  |
| N.º | Título                                                                   | Duración |  |
| 1.  | «Onaji Jikyuu de Hataraku Tomodachi no Bijin Mama»                       |          |  |
| 2.  | «Odorou yo (踊ろうよ; Vamos a Bailar)»                                   |          |  |
| 3.  | «Onna Bakari no Nichiyoubi (女ばかりの日曜日; Domingo solo para Chicas)» |          |  |
| 4.  | «Yume miru fifteen»                                                      |          |  |
| 5.  | «Shooting Star (シューティングスター; Estrella Fugaz)»                   |          |  |
| 6.  | «OO Ganbaranakutemo ee nende !!»                                         |          |  |
| 7.  | «Suki-chan»                                                              |          |  |
| 8.  | «Gakkyuu Iinchou (学級委員長; Presidente de la Clase)»                   |          |  |
| 9.  | «Shikkari Shite yo! Mou (しっかりしてよ! もう; Aprende Ya!)»             |          |  |
| 10. | «Otona ni Narutte Muzukashii !!!»                                        |          |  |
| 11. | «Asu wa Date na no ni, Imasugu Koe ga Kikitai»                           |          |  |
| 12. | «Ama no Jaku»                                                            |          |  |

| Edición Limitada DVD |                                                                   |          |  |
| N.º                  | Título                                                            | Duración |  |
| 1.                   | «Yumemiru Fifteen (Web Mix Ver.)»                                 |          |  |
| 2.                   | «○○ Ganbaranakutemo Eenende!! featuring Wada Ayaka»               |          |  |
| 3.                   | «○○ Ganbaranakutemo Eenende!! featuring Maeda Yuuka»              |          |  |
| 4.                   | «○○ Ganbaranakutemo Eenende!! featuring Fukuda Kanon»             |          |  |
| 5.                   | «○○ Ganbaranakutemo Eenende!! featuring Ogawa Saki»               |          |  |
| 6.                   | «Album Jacket Shooting Making (アルバムジャケット撮影メイキング)» |          |  |
| 7.                   | «Yumemiru Fifteen (TV-SPOT AR Ver.) 18TYPE»                       |          |  |
| 8.                   | «S/mileage Twitter Course (スマイレージ Twitter 講座)»            |          |  |
| 9.                   | «Twitter Hashtag Course (Twitterハッシュタグ講座)»                |          |  |

## Miembros presentes
- Ayaka Wada
- Yuuka Maeda
- Kanon Fukuda
- Saki Ogawa